# Лесная полумышь
Лесная полумышь (лат. Napaeozapus insignis) — вид грызунов из семейства полутушканчиковых. Считается монотипическим, но некоторые авторы считают подвид abietorum самостоятельным видом. Могут прыгать на высоту трёх метров. На них охотятся змеи, совы, рыси и волки.

## Описание
Весят 17-26 г, в период беременности 35. Самки крупнее самцов. Длина вместе с хвостом достигает 20,6-25,6 см. На нижней части тела белый мех, по бокам жёлтый и тёмная полоса на спине от носа до хвоста. Длина хвоста от 11,5-16 см, длинные хвостовые позвонки. Длинные задние лапы с удлинёнными костями лодыжек, и длинными пальцами ног. Можно спутать с луговым полутушканчиком, но они больше, хвост с белым кончиком и они имеют более яркий цвет. Они также реже встречаются на открытых участках, в отличие от луговых полутушканчиков. В северной части ареала полумыши на 12% процентов больше по длине тела, чем южные. Северные и восточные популяции жёлтоватые, а южные - красновато-коричневые. Живут 2 года.

## Ареал
Обитает на востоке Северной Америки к югу и к юго-востоку от Гудзонова залива. Живёт в равнинных и горных лесах.

## Размножение
Размножается с мая по август, с пиком в июне. Рождается от 1 до 5 детёнышей. Период беременности 23-25 дней. В 26 дней детёныши открывают глаза, а в 34 дня они перестают пить молоко.

## Питание
Питается грибами, например Endogon, свежими листьями, семенами, фруктами, беспозвоночными, например гусеницами, жуками и пауками.

## Спячка
Спячка является для них самым тяжёлым временем. Начинается с середины сентября, и длится 6-9 месяцев. За 2 недели до спячки, они накапливают жировую прослойку. 75% не выживают, в основном из-за низких температур.